# 三振

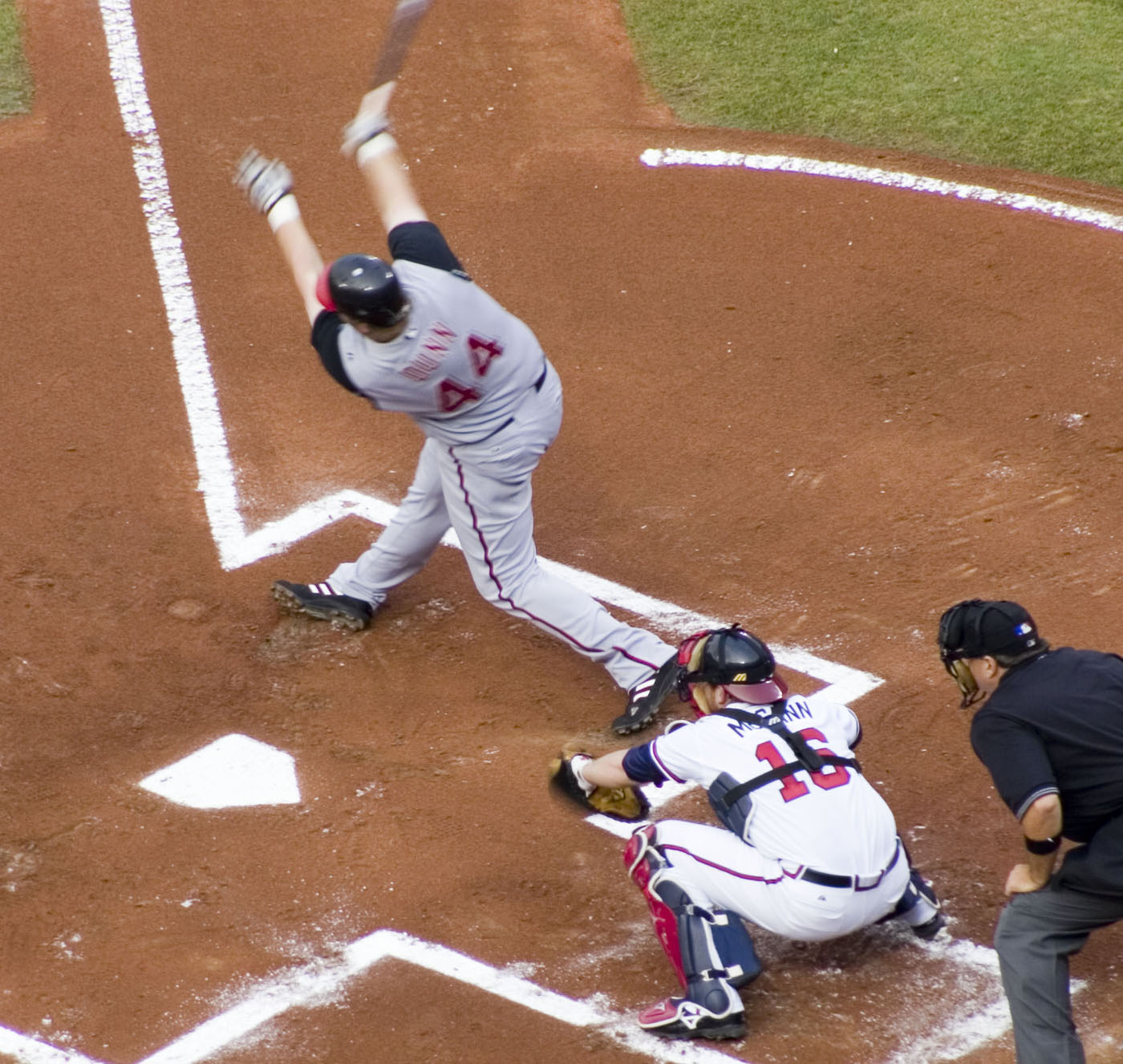
空振り三振する打者（アダム・ダン）

三振（さんしん）とは、野球、ソフトボールにおける英語のStrike Outの訳である。打者が投手からストライクを3つ取られること、またそのときの記録である。略記SOである。スコアブックでは空振り三振はS.O、見逃し三振はK、振り逃げ三振はꓘと記す。三振とあるが見送りなど振らなくても適用される場合もある。

## 概要
1回の打席において、打者が3回ストライクを宣告されたときの記録を三振という。このとき、第3ストライクの投球を捕手が正規に捕球するか、後述する規則により第3ストライクの宣告を受けた打者が直ちに走者となれない場合には、打者はアウトになる。ここで第3ストライクの宣告は、直ちに打者のアウトを意味するとは限らないことに注意しなければならない（→振り逃げ）。
球審は、第3ストライクを宣告する際、「ストライク・スリー」とコールする。
MLBでは1887年シーズンのみストライク4つでアウトにする四振が規則として採用された。反対が多かったのか翌シーズンには三振に戻された。またチャーリー・O・フィンリーは試合短縮を狙って、ストライク2つでアウトにする二振をオープン戦で採用したことがある。

### 規定
2ストライク後にストライクを宣告された場合に三振が記録される（ストライクを宣告される場合については「ストライクが宣告される条件」を参照）。
公式記録の上で状況による区別はないが、特に目的をもって記録をつけている者はその目的に応じてしばしば区別して記録する。
- 3ストライク目が空振りである場合、空振り三振という。
- 打者が打とうとしなかった投球がノーバウンドでストライクゾーンを通過することを見逃しといい、3ストライク目が見逃しである場合、見逃し三振という。
- 2ストライク後にバントをした打球がファウルボールになった場合、スリーバント失敗と呼ばれる。なお、この場合三振だが、ファウルボールであるためボールデッドとなり、振り逃げ（下記）はできない。

打者の打席の途中で投手や打者が交代した場合に誰に奪三振や三振の記録が付くかは、公認野球規則に定められている。
- 打席の途中で投手が交代し、この打席の結果が三振となった場合は救援投手の記録となる[2][3][4]。そのため、救援投手の投球数が1球でも奪三振1が記録されることがある。
  - 森滝義巳（国鉄スワローズ） - 1960年4月10日の対巨人戦で8回にのみ登板し1球1奪三振を記録[3]
  - 岩﨑哲也（埼玉西武ライオンズ） - 2008年8月18日の対オリックス戦で9回にのみ登板し1球1奪三振を記録[4]
  - スペンサー・パットン（横浜DeNAベイスターズ） - 2017年4月4日の対巨人戦で7回にのみ登板し1球1奪三振を記録[4]
  - 近藤一樹（東京ヤクルトスワローズ） - 2017年6月30日の対阪神戦で9回のみに登板し1球1奪三振を記録[5]
  - 大江竜聖（読売ジャイアンツ） - 2020年8月28日の対中日戦で7回のみに登板し1球1奪三振を記録[6]
  - 久保拓眞（東京ヤクルトスワローズ） - 2022年9月17日の対中日戦で11回にのみ登板し1球1奪三振を記録[7]
- 打席の途中で打者が交代（代打）した場合 ―― 第2ストライクが記録された時に打席に立っていた打者に三振が記録される（複数の代打があった場合も同じ）[3][8]。

1人の打者に対するすべての投球がストライクとなり、3球の投球でその打者から三振を奪うことを俗に「三球三振」という。
無死または一死で、かつ一塁には走者がいない場合、もしくは二死の場合、第3ストライクにあたる投球を捕手が正規に捕球できないと、打者はアウトではなく、打者走者となって一塁に走らなければならない。これを振り逃げといい、この打者走者をアウトにするためには、内野ゴロ同様に、守備側は打者走者または一塁に触球しなければならない。それまでに打者走者が一塁に到達すれば、打者走者は一塁に生きることができる。振り逃げの成否に関わらず、打者には三振が、投手には奪三振が記録される（これにより、1イニングで4つ以上の三振が記録される場合がある。詳細は、振り逃げを参照）。
バットを掠めた投球を捕手が正規捕球（ファウルチップ）したものが第3ストライクに該当した場合も三振が記録される。打者にバットを振る意思があったかどうかは関係ない。
三振で打者がアウトになった直後に塁上の走者が盗塁に失敗、または離塁が大きかったために触球されてアウトになることを、俗に「三振ゲッツー（三振併殺）」という。この場合、打者には三振が記録されるが併殺打は記録されない。

### Kの表記について
スコアブック上で三振をKと表記する理由は諸説あり、今も明確にはなっていない。
- 「struck」の末尾の「K」を採ったとする説
  - スポーツライターのヘンリー・チャドウィックによって考案された。頭文字の「S」をそのまま表記してしまうと、「Sacrifice（犠打）」と重複するためだとされる[9]。
- 「Knockout」のKを採ったとする説
  - 現在はこれが最も有力である[要出典]。「Strike out」の頭文字の「S」や「SO」をそのまま表記してしまうと、「Sacrifice（犠打）」や「Steal（盗塁）」、「StealOut（盗塁刺）」と重複するためだと言われる。
- 「kill(ed)」のKを採ったとする説
  - 日本語で「一死」などと言うように、「アウト」は「死」を意味する。つまり、「三振する」→「打者は死ぬ」→「投手は打者を殺した (killed)」
- 「単なる偶然」説
  - ルールブック編集者がアウトにする方法を適当に箇条書きした上で、アルファベットを一文字ずつ振っていき、その結果、偶然にも三振のところに「K」が振られたとする。ただし、公認野球規則において三振になった打者がアウトになることを規定しているのは、同規則6.05のうち(b)(c)(j)[注 2]である。

### 奪三振
奪三振（だつさんしん）は、投手が打者を三振に仕留めることで、投手に与えられる記録である。
上記の要領で打者に三振が記録されると同時に、投手には奪三振が記録される。対戦打者の三振と対戦投手の奪三振は必ず同数になる。
試合における不確定要素を嫌うセイバーメトリクスの観点では、エラーやイレギュラーヒットなどの偶然に左右されない、重視すべきアウトカウント獲得方法とされる。
- 上記の通り、振り逃げが成功すれば投手には奪三振が記録されるものの打者はアウトにならないことから、理論上は1イニングの間に何個でも奪三振を記録できることになる。
- 投手にとって三振を取ることは、打者の狙いを完全に外すことであり、投手対打者の対戦において投手の完勝と言える。特に奪三振の多い投手は「ドクターK」（奪三振の先生）などと呼ばれ、強打者との対戦がクローズアップされるなど注目度が高い。なお、ミスターKと呼ぶと三振男（三振の多い打者）というニュアンスになるため、用いられない。
- 上記の通り、ある打者の打席途中で投手が交代した上でその打者が三振した場合は、第3ストライクを取った投手に奪三振が記録される。よって「奪三振1を記録するために必要な最少投球数」は「1球」ということになる。
- 1試合のプロ野球記録としては1952年5月13日にマイナーリーグのクラスD級において、ロン・ネッチアイ投手が回を追うごとに増す胃潰瘍による胃の痛みに耐え、9回で奪三振27という記録を達成している（同時にノーヒットノーランも達成している）[10]。

## 三振数に関する記録

### 日本プロ野球

#### 通算記録
| 順位 | 選手名   | 三振数 |
| ---- | -------- | ------ |
| 1    | 中村剛也 | 2121   |
| 2    | 清原和博 | 1955   |
| 3    | 谷繁元信 | 1838   |
| 4    | 山﨑武司 | 1715   |
| 5    | 秋山幸二 | 1712   |
| 6    | 金本知憲 | 1703   |
| 7    | 新井貴浩 | 1693   |
| 8    | 中村紀洋 | 1691   |
| 9    | T.ローズ | 1655   |
| 10   | 衣笠祥雄 | 1587   |

| 順位 | 選手名     | 三振数 |
| ---- | ---------- | ------ |
| 11   | 広澤克実   | 1529   |
| 12   | 門田博光   | 1520   |
| 12   | 松田宣浩   | 1520   |
| 14   | 小久保裕紀 | 1516   |
| 15   | 福留孝介   | 1494   |
| 16   | 野村克也   | 1478   |
| 17   | 坂本勇人   | 1471   |
| 17   | 浅村栄斗   | 1471   |
| 19   | 大島康徳   | 1462   |
| 19   | 村田修一   | 1462   |

- 記録は2024年シーズン終了時点[11]

#### シーズン記録
| 順位 | 選手名         | 所属球団               | 三振数 | 記録年 | 備考                      |
| ---- | -------------- | ---------------------- | ------ | ------ | ------------------------- |
| 1    | R.ブライアント | 近鉄バファローズ       | 204    | 1993年 | パ・リーグ記録            |
| 2    | R.ブライアント | 近鉄バファローズ       | 198    | 1990年 |                           |
| 3    | R.ブライアント | 近鉄バファローズ       | 187    | 1989年 |                           |
| 4    | 村上宗隆       | 東京ヤクルトスワローズ | 184    | 2019年 | セ・リーグ記録 日本人記録 |
| 5    | 村上宗隆       | 東京ヤクルトスワローズ | 180    | 2024年 |                           |
| 6    | R.ブライアント | 近鉄バファローズ       | 176    | 1992年 |                           |
| 7    | 岩村明憲       | ヤクルトスワローズ     | 173    | 2004年 |                           |
| 7    | 佐藤輝明       | 阪神タイガース         | 173    | 2021年 | 新人記録                  |
| 9    | 中村剛也       | 埼玉西武ライオンズ     | 172    | 2015年 | 右打者記録                |
| 10   | B.エルドレッド | 広島東洋カープ         | 169    | 2014年 | セ・リーグ右打者記録      |

- 記録は2024年シーズン終了時点[12]

#### 1試合記録
※延長回を跨いだ記録は参考記録として除外。
| 選手名       | 所属球団                     | 三振数 | 記録日        | 備考   |
| ------------ | ---------------------------- | ------ | ------------- | ------ |
| 若菜嘉晴     | 阪神タイガース               | 5      | 1979年5月29日 |        |
| T.ソレイタ   | 日本ハムファイターズ         | 5      | 1980年7月4日  |        |
| R.ゲイル     | 阪神タイガース               | 5      | 1986年4月18日 |        |
| 愛甲猛       | 千葉ロッテマリーンズ         | 5      | 1992年7月11日 |        |
| 鶴田泰       | 中日ドラゴンズ               | 5      | 1993年9月7日  |        |
| R.デューシー | 日本ハムファイターズ         | 5      | 1996年5月26日 |        |
| 大豊泰昭     | 中日ドラゴンズ               | 5      | 1997年6月3日  |        |
| 金子誠       | 日本ハムファイターズ         | 5      | 1997年6月14日 |        |
| 上原浩治     | 読売ジャイアンツ             | 5      | 2000年5月6日  |        |
| 仁志敏久     | 読売ジャイアンツ             | 5      | 2005年4月16日 |        |
| 渡辺俊介     | 千葉ロッテマリーンズ         | 5      | 2005年5月8日  |        |
| 里崎智也     | 千葉ロッテマリーンズ         | 5      | 2006年5月2日  |        |
| 館山昌平     | 東京ヤクルトスワローズ       | 5      | 2011年9月15日 |        |
| 橋本到       | 読売ジャイアンツ             | 5      | 2014年8月30日 |        |
| 茂木栄五郎   | 東北楽天ゴールデンイーグルス | 5      | 2016年4月20日 |        |
| 神里和毅     | 横浜DeNAベイスターズ         | 5      | 2019年4月21日 |        |
| 坂本勇人     | 読売ジャイアンツ             | 5      | 2019年6月21日 |        |
| 秋山拓巳     | 阪神タイガース               | 5      | 2020年7月28日 |        |
| 佐藤輝明     | 阪神タイガース               | 5      | 2021年7月4日  | [ 13 ] |
| 柳田悠岐     | 福岡ソフトバンクホークス     | 5      | 2022年5月31日 | [ 14 ] |

#### 1試合チーム記録
| 球団                     | 対戦相手                   | 三振数 | 記録日        | 備考                                                     |
| ------------------------ | -------------------------- | ------ | ------------- | -------------------------------------------------------- |
| 千葉ロッテマリーンズ     | オリックス・ブルーウェーブ | 19     | 1995年4月21日 | 9回までの三振数。延長10回も含めると20三振（参考記録）。  |
| 中日ドラゴンズ           | ヤクルトスワローズ         | 19     | 2005年4月6日  |                                                          |
| 中日ドラゴンズ           | 福岡ソフトバンクホークス   | 19     | 2006年6月18日 |                                                          |
| オリックス・バファローズ | 千葉ロッテマリーンズ       | 19     | 2022年4月10日 | 佐々木朗希が日本新記録の13者連続奪三振と完全試合を達成。 |

#### その他の記録
- 打者9人で全員1個ずつ三振を喫する全員三振

| 球団                       | 対戦相手                 | 記録日        |
| -------------------------- | ------------------------ | ------------- |
| オリックス・ブルーウェーブ | 千葉ロッテマリーンズ     | 1992年8月11日 |
| 千葉ロッテマリーンズ       | 福岡ソフトバンクホークス | 2022年4月14日 |

### メジャーリーグベースボール

#### 通算記録
| 順位 | 選手名                   | 三振数 | 打席   |
| ---- | ------------------------ | ------ | ------ |
| 1    | レジー・ジャクソン       | 2597   | 11,418 |
| 2    | ジム・トーミ             | 2548   | 10,313 |
| 3    | アダム・ダン             | 2379   | 8,328  |
| 4    | サミー・ソーサ           | 2306   | 9,896  |
| 5    | アレックス・ロドリゲス   | 2287   | 12,207 |
| 6    | ミゲル・カブレラ         | 2105   | 11,796 |
| 7    | アンドレス・ガララーガ   | 2003   | 8,916  |
| 8    | ジャスティン・アップトン | 1971   | 7,649  |
| 9    | ジャンカルロ・スタントン | 1963   | 6,896  |
| 10   | ホセ・カンセコ           | 1942   | 8,129  |

| 順位 | 選手名                     | 三振数 | 打席   |
| ---- | -------------------------- | ------ | ------ |
| 11   | ウィリー・スタージェル     | 1936   | 9,027  |
| 12   | マーク・レイノルズ         | 1927   | 6,243  |
| 13   | カーティス・グランダーソン | 1916   | 8,306  |
| 13   | ネルソン・クルーズ         | 1916   | 8,396  |
| 15   | マイク・キャメロン         | 1901   | 7,884  |
| 16   | マイク・シュミット         | 1883   | 10,062 |
| 17   | フレッド・マグリフ         | 1882   | 10,174 |
| 18   | ポール・ゴールドシュミット | 1879   | 8,292  |
| 19   | トニー・ペレス             | 1867   | 10,861 |
| 20   | クリス・デービス           | 1852   | 5,630  |

- 1876年以前の成績は原則としてシーズン記録は含まないが、個人通算記録は含まれる。
- 記録は2024年シーズン終了時点[23]

#### シーズン記録
| 順位 | 選手名                   | 所属球団                                        | 三振数 | 記録年 | 備考                       |
| ---- | ------------------------ | ----------------------------------------------- | ------ | ------ | -------------------------- |
| 1    | マーク・レイノルズ       | アリゾナ・ダイヤモンドバックス                  | 223    | 2009年 | ナ・リーグ記録             |
| 2    | アダム・ダン             | シカゴ・ホワイトソックス                        | 222    | 2012年 | ア・リーグ記録、左打者記録 |
| 3    | クリス・デービス         | ボルチモア・オリオールズ                        | 219    | 2016年 |                            |
| 4    | ヨアン・モンカダ         | シカゴ・ホワイトソックス                        | 217    | 2018年 | 両打者記録                 |
| 5    | カイル・シュワーバー     | フィラデルフィア・フィリーズ                    | 215    | 2023年 | ナ・リーグ左打者記録       |
| 6    | エウヘニオ・スアレス     | シアトル・マリナーズ                            | 214    | 2023年 | ア・リーグ右打者記録       |
| 7    | ジョーイ・ギャロ         | テキサス・レンジャーズ→ニューヨーク・ヤンキース | 213    | 2021年 |                            |
| 8    | クリス・カーター         | ヒューストン・アストロズ                        | 212    | 2013年 |                            |
| 9    | マーク・レイノルズ       | アリゾナ・ダイヤモンドバックス                  | 211    | 2010年 |                            |
| 9    | ジャンカルロ・スタントン | ニューヨーク・ヤンキース                        | 211    | 2018年 |                            |
| 9    | テオスカー・ヘルナンデス | シアトル・マリナーズ                            | 211    | 2023年 |                            |

- 記録は2024年シーズン終了時点[24]

## 三振率
メジャーリーグの野球記録では、打者に対する「三振のしにくさ」を評価する数値として、打者が1つの三振を取られるまでにかかる平均打数を表す三振率（At Bats per Strikeout : AB/K）を用いる。三振率は次の計算式により求められる。
- 三振率＝打数÷三振数

三振率の特徴は打数を分子とすることで、四死球や犠打、失策の要素が影響せず、その打者の打撃がどれほど確実に投球を打ち返すかを表現している点である。数値が大きいほどその打者は三振しにくい。評価基準はおおむね、7.8ほどで良好、10を上回ると優秀であるとされている。また実際は打者の打率の高さともある程度の相関を持ち、いわゆる「アベレージヒッター」ほど高い数値を示す。

### MLB通算記録
| 順位 | 選手名             | 三振率 |
| ---- | ------------------ | ------ |
| 1    | ウィリー・キーラー | 63.17  |
| 2    | ジョー・シーウェル | 62.56  |
| 3    | ロイド・ウェイナー | 44.92  |
| 4    | ジョー・スタート   | 43.51  |
| 5    | ネリー・フォックス | 42.74  |
| 6    | レーブ・クロス     | 41.86  |
| 7    | トミー・ホームズ   | 40.92  |
| 8    | エミル・ヴァーバン | 39.34  |
| 9    | ホーマー・サマ     | 34.10  |
| 10   | アンディ・ハイ     | 33.85  |

| 順位 | 選手名                   | 三振率 |
| ---- | ------------------------ | ------ |
| 11   | サム・ライス             | 33.71  |
| 12   | ジョージ・ミラー         | 33.65  |
| 13   | フランキー・フリッシュ   | 33.50  |
| 14   | デール・ミッチェル       | 33.48  |
| 15   | ルー・バイアーバウアー   | 32.44  |
| 16   | ジャック・グラスコック   | 32.36  |
| 17   | ジミー・ブラウン         | 31.93  |
| 18   | ジョニー・クーニー       | 31.51  |
| 19   | チャーリー・ホロッハー   | 31.23  |
| 20   | スタッフィー・マッキニス | 31.16  |

- 通算3000打席以上が対象、記録は2024年シーズン終了時点[25]

### MLBシーズン記録
| 順位                         | 選手名             | 所属球団                                                  | 三振率 | 記録年 |
| ---------------------------- | ------------------ | --------------------------------------------------------- | ------ | ------ |
| 1                            | ウィリー・キーラー | ブルックリン・スーパーバス                                | 285.0  | 1899年 |
| 2                            | マイク・マギリー   | セントルイス・ブラウンストッキングス                      | 276.0  | 1876年 |
| 3                            | キャップ・アンソン | シカゴ・ホワイトストッキングス                            | 261.0  | 1878年 |
| 4                            | レーブ・クロス     | クリーブランド・スパイダーズ→セントルイス・パーフェクトズ | 185.7  | 1899年 |
| 5                            | ジョー・シーウェル | ニューヨーク・ヤンキース                                  | 167.7  | 1932年 |
| 6                            | ジョン・ピーターズ | シカゴ・ホワイトストッキングス                            | 158.0  | 1876年 |
| 7                            | ジョー・シーウェル | クリーブランド・インディアンス                            | 152.0  | 1925年 |
| 8                            | ジョン・クラップ   | セントルイス・ブラウンストッキングス                      | 149.0  | 1876年 |
| 9                            | ジョー・シーウェル | クリーブランド・インディアンス                            | 144.5  | 1929年 |
| 10                           | ジャック・ドイル   | ニューヨーク・ジャイアンツ                                | 142.3  | 1894年 |
| 記録は2024年シーズン終了時点 |                    |                                                           |        |        |

| 20世紀以降                   | 20世紀以降               | 20世紀以降                       | 20世紀以降 | 20世紀以降 | 20世紀以降     |
| 順位                         | 選手名                   | 所属球団                         | 三振率     | 記録年     | 備考           |
| ---------------------------- | ------------------------ | -------------------------------- | ---------- | ---------- | -------------- |
| 1                            | ジョー・シーウェル       | ニューヨーク・ヤンキース         | 167.7      | 1932年     |                |
| 2                            | ジョー・シーウェル       | クリーブランド・インディアンス   | 152.0      | 1925年     |                |
| 3                            | ジョー・シーウェル       | クリーブランド・インディアンス   | 144.5      | 1929年     |                |
| 4                            | レーブ・クロス           | フィラデルフィア・アスレチックス | 139.8      | 1902年     | 右打者記録     |
| 5                            | ジョー・シーウェル       | ニューヨーク・ヤンキース         | 131.0      | 1933年     |                |
| 6                            | ウィリー・キーラー       | ブルックリン・スーパーバス       | 119.0      | 1901年     | ナ・リーグ記録 |
| 7                            | ウィリー・キーラー       | ニューヨーク・ハイランダーズ     | 118.4      | 1906年     |                |
| 7                            | チャーリー・ホロッハー   | シカゴ・カブス                   | 118.4      | 1922年     |                |
| 9                            | ジョー・シーウェル       | クリーブランド・インディアンス   | 117.7      | 1930年     |                |
| 10                           | スタッフィー・マッキニス | クリーブランド・インディアンス   | 107.4      | 1922年     |                |
| 記録は2024年シーズン終了時点 |                          |                                  |            |            |                |

- 両打者記録はフランキー・フリッシュ（セントルイス・カージナルス、1927年）の61.7[28]

## 奪三振数に関する記録

### 日本プロ野球

#### 通算記録
| 順位 | 選手名   | 奪三振 | 投球回 | 奪三振率 |
| ---- | -------- | ------ | ------ | -------- |
| 1    | 金田正一 | 4490   | 5526.2 | 7.31     |
| 2    | 米田哲也 | 3388   | 5130   | 5.91     |
| 3    | 小山正明 | 3159   | 4899   | 5.80     |
| 4    | 鈴木啓示 | 3061   | 4600.1 | 5.99     |
| 5    | 江夏豊   | 2987   | 3196   | 8.41     |
| 6    | 梶本隆夫 | 2945   | 4208   | 6.30     |
| 7    | 工藤公康 | 2859   | 3336.2 | 7.71     |
| 8    | 稲尾和久 | 2574   | 3599   | 6.44     |
| 9    | 三浦大輔 | 2481   | 3276   | 6.82     |
| 10   | 村田兆治 | 2363   | 3331.1 | 6.38     |

| 順位 | 選手名   | 奪三振 | 投球回 | 奪三振率 |
| ---- | -------- | ------ | ------ | -------- |
| 11   | 山本昌   | 2310   | 3348.2 | 6.21     |
| 12   | 村山実   | 2271   | 3050.1 | 6.70     |
| 13   | 小野正一 | 2244   | 2909   | 6.94     |
| 14   | 杉内俊哉 | 2156   | 2091.1 | 9.28     |
| 15   | 岸孝之   | 2145   | 2571   | 7.51     |
| 16   | 石井一久 | 2115   | 2153.1 | 8.84     |
| 17   | 槙原寛己 | 2111   | 2485   | 7.65     |
| 18   | 川口和久 | 2092   | 2410   | 7.81     |
| 19   | 西口文也 | 2082   | 2527.2 | 7.41     |
| 20   | 山田久志 | 2058   | 3865   | 4.79     |

以上の記録は2024年シーズン終了時点

#### シーズン記録
| 順位 | 選手名   | 所属球団       | 奪三振 | 奪三振率 | 投球回 | 記録年 | 備考                 |
| ---- | -------- | -------------- | ------ | -------- | ------ | ------ | -------------------- |
| 1    | 江夏豊   | 阪神タイガース | 401    | 10.97    | 329    | 1968年 | セ・リーグ記録       |
| 2    | 稲尾和久 | 西鉄ライオンズ | 353    | 7.86     | 404    | 1961年 | パ・リーグ記録       |
| 3    | 金田正一 | 国鉄スワローズ | 350    | 7.88     | 400    | 1955年 |                      |
| 4    | 江夏豊   | 阪神タイガース | 340    | 9.06     | 337.2  | 1970年 |                      |
| 5    | 杉浦忠   | 南海ホークス   | 336    | 8.14     | 371.1  | 1959年 |                      |
| 6    | 稲尾和久 | 西鉄ライオンズ | 334    | 8.06     | 373    | 1958年 |                      |
| 7    | 梶本隆夫 | 阪急ブレーブス | 327    | 8.08     | 364.1  | 1956年 | パ・リーグ左投手記録 |
| 8    | 稲尾和久 | 西鉄ライオンズ | 321    | 7.18     | 402.1  | 1959年 | 奪三振王以外では最多 |
| 9    | 杉浦忠   | 南海ホークス   | 317    | 8.58     | 332.2  | 1960年 |                      |
| 10   | 金田正一 | 国鉄スワローズ | 316    | 7.74     | 367.1  | 1956年 |                      |

- 記録は2024年シーズン終了時点[30]
- シーズン二桁奪三振記録　野茂英雄 21回（1990年）[31]

#### 1試合記録
| 選手名           | 所属球団                     | 奪三振数 | 記録日        | 対戦相手                 |
| ---------------- | ---------------------------- | -------- | ------------- | ------------------------ |
| 野田浩司         | オリックス・ブルーウェーブ   | 19       | 1995年4月21日 | 千葉ロッテマリーンズ     |
| 佐々木朗希       | 千葉ロッテマリーンズ         | 19       | 2022年4月10日 | オリックス・バファローズ |
| 田中将大         | 東北楽天ゴールデンイーグルス | 18       | 2011年8月27日 | 福岡ソフトバンクホークス |
| リバン・モイネロ | 福岡ソフトバンクホークス     | 18       | 2025年6月6日  | 東京ヤクルトスワローズ   |
| 足立光宏         | 阪急ブレーブス               | 17       | 1962年5月24日 | 南海ホークス             |
| 野茂英雄         | 近鉄バファローズ             | 17       | 1990年4月29日 | オリックス・ブレーブス   |
| 野田浩司         | オリックス・ブルーウェーブ   | 17       | 1994年8月12日 | 近鉄バファローズ         |
| 今井達也         | 埼玉西武ライオンズ           | 17       | 2025年6月18日 | 横浜DeNAベイスターズ     |

#### 1イニング記録
| 選手名         | 所属球団                     | 奪三振数 | 記録日        | 対戦相手                     |
| -------------- | ---------------------------- | -------- | ------------- | ---------------------------- |
| 幸田優         | 大洋ホエールズ               | 4        | 1959年7月5日  | 広島カープ                   |
| 野村貴仁       | オリックス・ブルーウェーブ   | 4        | 1993年8月8日  | 千葉ロッテマリーンズ         |
| 工藤公康       | 福岡ダイエーホークス         | 4        | 1996年8月2日  | 千葉ロッテマリーンズ         |
| 西口文也       | 西武ライオンズ               | 4        | 1997年4月12日 | 千葉ロッテマリーンズ         |
| 岡島秀樹       | 読売ジャイアンツ             | 4        | 1997年7月4日  | 阪神タイガース               |
| D.レモン       | ヤクルトスワローズ           | 4        | 2000年4月14日 | 広島東洋カープ               |
| 斉藤和巳       | 福岡ダイエーホークス         | 4        | 2000年9月3日  | オリックス・ブルーウェーブ   |
| 杉内俊哉       | 福岡ダイエーホークス         | 4        | 2003年4月14日 | 千葉ロッテマリーンズ         |
| 金澤健人       | 阪神タイガース               | 4        | 2004年8月1日  | 読売ジャイアンツ             |
| 松坂大輔       | 西武ライオンズ               | 4        | 2004年9月17日 | 福岡ダイエーホークス         |
| 前田幸長       | 読売ジャイアンツ             | 4        | 2005年4月6日  | 横浜ベイスターズ             |
| 涌井秀章       | 西武ライオンズ               | 4        | 2007年4月3日  | 福岡ソフトバンクホークス     |
| W.オビスポ     | 読売ジャイアンツ             | 4        | 2009年9月17日 | 阪神タイガース               |
| 澤村拓一       | 読売ジャイアンツ             | 4        | 2012年4月13日 | 横浜DeNAベイスターズ         |
| 千賀滉大       | 福岡ソフトバンクホークス     | 4        | 2013年4月17日 | 東北楽天ゴールデンイーグルス |
| 髙橋聡文       | 中日ドラゴンズ               | 4        | 2013年7月9日  | 阪神タイガース               |
| 平田真吾       | 横浜DeNAベイスターズ         | 4        | 2015年6月6日  | 埼玉西武ライオンズ           |
| 八木亮祐       | 東京ヤクルトスワローズ       | 4        | 2016年5月24日 | 阪神タイガース               |
| 藤浪晋太郎     | 阪神タイガース               | 4        | 2016年7月4日  | 中日ドラゴンズ               |
| 石田健大       | 横浜DeNAベイスターズ         | 4        | 2016年7月4日  | 広島東洋カープ               |
| 松井裕樹       | 東北楽天ゴールデンイーグルス | 4        | 2018年5月4日  | 埼玉西武ライオンズ           |
| 田口麗斗       | 読売ジャイアンツ             | 4        | 2018年7月4日  | 横浜DeNAベイスターズ         |
| B.ディクソン   | オリックス・バファローズ     | 4        | 2018年7月8日  | 福岡ソフトバンクホークス     |
| 千賀滉大       | 福岡ソフトバンクホークス     | 4        | 2018年9月15日 | 埼玉西武ライオンズ           |
| 上茶谷大河     | 横浜DeNAベイスターズ         | 4        | 2019年7月2日  | 阪神タイガース               |
| R.マルティネス | 中日ドラゴンズ               | 4        | 2020年9月4日  | 東京ヤクルトスワローズ       |
| 佐々木朗希     | 千葉ロッテマリーンズ         | 4        | 2022年7月1日  | 東北楽天ゴールデンイーグルス |
| 髙橋光成       | 埼玉西武ライオンズ           | 4        | 2023年4月8日  | 福岡ソフトバンクホークス     |

#### 打者連続奪三振記録
| 選手名     | 所属球団             | 記録 | 記録日               | 対戦相手                 | 備考               |
| ---------- | -------------------- | ---- | -------------------- | ------------------------ | ------------------ |
| 佐々木朗希 | 千葉ロッテマリーンズ | 13   | 2022年4月10日        | オリックス・バファローズ | 世界記録           |
| 梶本隆夫   | 阪急ブレーブス       | 9    | 1957年7月23日        | 南海ホークス             |                    |
| 土橋正幸   | 東映フライヤーズ     | 9    | 1958年5月31日        | 西鉄ライオンズ           |                    |
| 岩尾利弘   | 埼玉西武ライオンズ   | 9    | 2015年4月12日 - 22日 |                          | 参考記録(試合跨ぎ) |
| 鈴木隆     | 大洋ホエールズ       | 8    | 1960年6月1日         | 読売ジャイアンツ         | セ・リーグ記録     |

- 江夏のオールスター9連続奪三振 - オールスターゲームにおける記録。

#### イニング連続記録
| 選手名                 | 所属球団                 | 記録 | 記録期間                    | 備考                                                                      |
| ---------------------- | ------------------------ | ---- | --------------------------- | ------------------------------------------------------------------------- |
| デニス・サファテ       | 福岡ソフトバンクホークス | 43   | 2015年5月8日 - 9月10日      |                                                                           |
| ライデル・マルティネス | 中日ドラゴンズ           | 35   | 2020年8月9日 - 2021年5月9日 | 参考記録(シーズン跨ぎ)                                                    |
| 張誌家                 | 西武ライオンズ           | 28   | 2002年7月21日 - 8月12日     |                                                                           |
| デニス・サファテ       | 福岡ソフトバンクホークス | 26   | 2017年7月30日 - 10月1日     |                                                                           |
| 山本由伸               | オリックス・バファローズ | 25   | 2020年7月26日 - 8月25日     | 日本人最多記録                                                            |
| 佐々木朗希             | 千葉ロッテマリーンズ     | 25   | 2022年3月27日 - 4月17日     | 日本人最多記録 シーズン跨ぎを含む記録は36(2021年10月14日 - 2022年4月17日) |

### メジャーリーグベースボール

#### 通算記録
| 順位 | 選手名                     | 奪三振数 | 投球回 | 奪三振率 |
| ---- | -------------------------- | -------- | ------ | -------- |
| 1    | ノーラン・ライアン         | 5714     | 5386   | 9.55     |
| 2    | ランディ・ジョンソン       | 4875     | 4135.1 | 10.61    |
| 3    | ロジャー・クレメンス       | 4672     | 4916.2 | 8.55     |
| 4    | スティーブ・カールトン     | 4136     | 5217.2 | 7.13     |
| 5    | バート・ブライレブン       | 3701     | 4970   | 6.70     |
| 6    | トム・シーバー             | 3640     | 4783   | 6.85     |
| 7    | ドン・サットン             | 3574     | 5282.1 | 6.09     |
| 8    | ゲイロード・ペリー         | 3534     | 5350   | 5.95     |
| 9    | ウォルター・ジョンソン     | 3508     | 5914.1 | 5.34     |
| 10   | ジャスティン・バーランダー | 3416     | 3415.2 | 9.00     |
| 11   | マックス・シャーザー       | 3407     | 2878   | 10.65    |
| 12   | グレッグ・マダックス       | 3371     | 5008.1 | 6.06     |
| 13   | フィル・ニークロ           | 3342     | 5404   | 5.57     |
| 14   | ファーガソン・ジェンキンス | 3192     | 4500.2 | 6.38     |
| 15   | ペドロ・マルティネス       | 3154     | 2827.1 | 10.04    |
| 16   | ボブ・ギブソン             | 3117     | 3884.1 | 7.22     |
| 17   | カート・シリング           | 3116     | 3261   | 8.60     |
| 18   | CC・サバシア               | 3093     | 3577   | 7.78     |
| 19   | ジョン・スモルツ           | 3084     | 3473   | 7.99     |
| 20   | ザック・グレインキー       | 2979     | 3389.1 | 7.91     |

- 記録は2024年シーズン終了時点[43]
- 通算二桁奪三振：ノーラン・ライアン（215回）[44]

#### シーズン記録
| 順位                         | 選手名                   | 所属球団                                    | 奪三振 | 奪三振率 | 投球回 | 記録年 |
| ---------------------------- | ------------------------ | ------------------------------------------- | ------ | -------- | ------ | ------ |
| 1                            | マット・キルロイ         | ボルチモア・オリオールズ                    | 513    | 7.92     | 583    | 1886年 |
| 2                            | トード・ラムゼイ         | ルイビル・カーネルズ                        | 499    | 7.63     | 588.2  | 1886年 |
| 3                            | ヒュー・デイリー         | シカゴ・ブラウンズ→ワシントン・ナショナルズ | 483    | 8.68     | 500.2  | 1884年 |
| 4                            | デュピー・ショー         | デトロイト・ウルバリンズ→ボストン・レッズ   | 451    | 7.47     | 543.1  | 1884年 |
| 5                            | チャールズ・ラドボーン   | プロビデンス・グレイズ                      | 441    | 5.85     | 678.2  | 1884年 |
| 6                            | チャーリー・バフィントン | ボストン・ビーンイーターズ                  | 417    | 6.39     | 587    | 1884年 |
| 7                            | ガイ・ヘッカー           | ルイビル・エクリプス                        | 385    | 5.17     | 670.2  | 1884年 |
| 8                            | ノーラン・ライアン       | カリフォルニア・エンゼルス                  | 383    | 10.57    | 326    | 1973年 |
| 9                            | サンディ・コーファックス | ロサンゼルス・ドジャース                    | 382    | 10.24    | 335.2  | 1965年 |
| 10                           | ビル・スウィーニー       | ボルチモア・モニュメンタルズ                | 374    | 6.26     | 538    | 1884年 |
| 記録は2024年シーズン終了時点 |                          |                                             |        |          |        |        |

| 20世紀以降                   | 20世紀以降               | 20世紀以降                       | 20世紀以降 | 20世紀以降 | 20世紀以降 | 20世紀以降 | 20世紀以降           |
| 順位                         | 選手名                   | 所属球団                         | 奪三振数   | 奪三振率   | 投球回     | 記録年     | 備考                 |
| ---------------------------- | ------------------------ | -------------------------------- | ---------- | ---------- | ---------- | ---------- | -------------------- |
| 1                            | ノーラン・ライアン       | カリフォルニア・エンゼルス       | 383        | 10.57      | 326        | 1973年     | ア・リーグ記録       |
| 2                            | サンディ・コーファックス | ロサンゼルス・ドジャース         | 382        | 10.24      | 335.2      | 1965年     | ナ・リーグ記録       |
| 3                            | ランディ・ジョンソン     | アリゾナ・ダイヤモンドバックス   | 372        | 13.41      | 249.2      | 2001年     |                      |
| 4                            | ノーラン・ライアン       | カリフォルニア・エンゼルス       | 367        | 9.93       | 332.2      | 1974年     |                      |
| 5                            | ランディ・ジョンソン     | アリゾナ・ダイヤモンドバックス   | 364        | 12.06      | 271.2      | 1999年     |                      |
| 6                            | ルーブ・ワッデル         | フィラデルフィア・アスレチックス | 349        | 8.20       | 383        | 1904年     | ア・リーグ左投手記録 |
| 7                            | ボブ・フェラー           | クリーブランド・インディアンス   | 348        | 8.43       | 371.1      | 1946年     |                      |
| 8                            | ランディ・ジョンソン     | アリゾナ・ダイヤモンドバックス   | 347        | 12.56      | 248.2      | 2000年     |                      |
| 9                            | ノーラン・ライアン       | カリフォルニア・エンゼルス       | 341        | 10.26      | 299        | 1977年     |                      |
| 10                           | ランディ・ジョンソン     | アリゾナ・ダイヤモンドバックス   | 334        | 11.56      | 260        | 2002年     |                      |
| 記録は2024年シーズン終了時点 |                          |                                  |            |            |            |            |                      |

#### 1試合記録
| 選手名               | 所属球団                       | 奪三振数 | 記録日        | 備考           |
| -------------------- | ------------------------------ | -------- | ------------- | -------------- |
| トム・チェニー       | ワシントン・セネタース         | 21       | 1962年9月12日 | 延長16回       |
| ロジャー・クレメンス | ボストン・レッドソックス       | 20       | 1986年4月29日 |                |
| ロジャー・クレメンス | ボストン・レッドソックス       | 20       | 1996年9月18日 |                |
| ケリー・ウッド       | シカゴ・カブス                 | 20       | 1998年5月6日  |                |
| ランディ・ジョンソン | アリゾナ・ダイヤモンドバックス | 20       | 2001年5月8日  | 降板後に延長戦 |
| マックス・シャーザー | ワシントン・ナショナルズ       | 20       | 2016年5月11日 |                |

- 2023年シーズン終了時点
- 19奪三振は延べ12回、18奪三振以下は多数
- 継投による20奪三振は7回[47]

#### 打者連続奪三振記録
| 選手名                     | 所属球団                     | 記録 | 記録日                  | 備考             |
| -------------------------- | ---------------------------- | ---- | ----------------------- | ---------------- |
| ジェレマイア・エストラーダ | サンディエゴ・パドレス       | 13   | 2024年5月23日 - 5月28日 | 試合跨ぎ         |
| ホセ・アルバラード         | フィラデルフィア・フィリーズ | 11   | 2023年4月1日 - 4月12日  | 試合跨ぎ         |
| トム・シーバー             | ニューヨーク・メッツ         | 10   | 1970年4月22日           |                  |
| エリック・ガニエ           | ロサンゼルス・ドジャース     | 10   | 2003年5月17日 - 21日    | 試合跨ぎ         |
| アーロン・ノラ             | フィラデルフィア・フィリーズ | 10   | 2021年6月25日           |                  |
| コービン・バーンズ         | ミルウォーキー・ブルワーズ   | 10   | 2021年8月11日           |                  |
| ミッキー・ウェルチ         | ニューヨーク・ジャイアンツ   | 9    | 1884年8月28日           | 初回先頭打者から |
| ジェイク・ピービー         | サンディエゴ・パドレス       | 9    | 2007年4月25日           |                  |
| リッキー・ノラスコ         | フロリダ・マーリンズ         | 9    | 2009年4月13日           |                  |
| アーロン・ハラング         | ロサンゼルス・ドジャース     | 9    | 2012年4月13日           |                  |
| ダグ・フィスター           | デトロイト・タイガース       | 9    | 2012年9月27日           |                  |
| マックス・シャーザー       | ワシントン・ナショナルズ     | 9    | 2015年10月3日           |                  |
| タイラー・アレクサンダー   | デトロイト・タイガース       | 9    | 2020年8月2日            | 中継ぎ           |
| ジェイコブ・デグロム       | ニューヨーク・メッツ         | 9    | 2021年4月17日           |                  |
| パブロ・ロペス             | マイアミ・マーリンズ         | 9    | 2021年7月11日           | 初回先頭打者から |
| アンドリュー・ヒーニー     | テキサス・レンジャーズ       | 9    | 2023年4月10日           |                  |

#### その他の記録
- 1試合両チーム三振数
  - 2017年5月7日、シカゴ・カブス対ニューヨーク・ヤンキース戦で両チーム合わせて48三振（カブスは22個、ヤンキースは26個）を記録した[48]。従来の記録は1971年7月9日、オークランド・アスレチックス対ロサンゼルス・エンゼルス戦の43個だった。

### マイナーリーグベースボール

#### 1試合記録
| 選手名           | 所属球団                          | 奪三振数 | 記録日        | 対戦相手             |
| ---------------- | --------------------------------- | -------- | ------------- | -------------------- |
| ロン・ネッチアイ | ブリストル・ツインズ（クラスD級） | 27       | 1952年5月13日 | ウェルチ・マイナーズ |

## 奪三振率
奪三振率とは、投手が1試合（9イニング）完投したと仮定した場合の平均奪三振数であり、次の計算式により求められる。
- 奪三振率＝奪三振数×9÷投球回

この値は投手の能力を評価する指標の一つであり、高ければ自力でアウトに取る能力が高い投手と認識される。BABIPとの関わりから奪三振率の高い投手は被打率が低くなりやすいというメリットがある。評価基準は、7.5から8.0であれば高い部類に入り9.0を超えると典型的な、三振を取る投手となる。年代別に見ると、奪三振率はMLBにおいては全体的に上昇する傾向にある。近年では奪三振を被打者数で割ったK%による評価が主流となりつつある。

シーズンを通しての日本プロ野球記録（規定投球回到達者）は2019年の千賀滉大の11.33（投球回180.1、奪三振227）。

### MLB通算記録
| 順位 | 選手名                     | 奪三振率 |
| ---- | -------------------------- | -------- |
| 1    | マックス・シャーザー       | 10.65    |
| 2    | ランディ・ジョンソン       | 10.61    |
| 3    | ペドロ・マルティネス       | 10.04    |
| 4    | クレイトン・カーショウ     | 9.74     |
| 5    | ノーラン・ライアン         | 9.55     |
| 6    | サンディー・コーファックス | 9.28     |
| 7    | ランス・リン               | 9.04     |
| 8    | ジャスティン・バーランダー | 9.00     |
| 9    | サム・マクダウェル         | 8.86     |
| 10   | ヨハン・サンタナ           | 8.83     |

| 順位 | 選手名                     | 奪三振率 |
| ---- | -------------------------- | -------- |
| 11   | デビッド・プライス         | 8.72     |
| 12   | チャーリー・モートン       | 8.67     |
| 13   | カート・シリング           | 8.60     |
| 14   | ロジャー・クレメンス       | 8.55     |
| 15   | コール・ハメルズ           | 8.54     |
| 16   | マディソン・バムガーナー   | 8.43     |
| 17   | ジェイク・ピービー         | 8.36     |
| 18   | ジョシュ・ベケット         | 8.34     |
| 19   | フェリックス・ヘルナンデス | 8.32     |
| 20   | デビッド・コーン           | 8.28     |

- 通算2000投球回以上が対象。記録は2024年シーズン終了時点[50]

#### MLBシーズン記録
| 順位 | 選手名                   | 所属球団                       | 奪三振率 | 記録年 | 備考                 |
| ---- | ------------------------ | ------------------------------ | -------- | ------ | -------------------- |
| 1    | シェーン・ビーバー       | クリーブランド・インディアンス | 14.20    | 2020年 | ア・リーグ記録       |
| 2    | ゲリット・コール         | ヒューストン・アストロズ       | 13.82    | 2019年 |                      |
| 3    | ジェイコブ・デグロム     | ニューヨーク・メッツ           | 13.76    | 2020年 | ナ・リーグ記録       |
| 4    | スペンサー・ストライダー | アトランタ・ブレーブス         | 13.55    | 2023年 |                      |
| 5    | ランディ・ジョンソン     | アリゾナ・ダイヤモンドバックス | 13.41    | 2001年 | 左投手記録           |
| 6    | ペドロ・マルティネス     | ボストン・レッドソックス       | 13.20    | 1999年 |                      |
| 7    | クリス・セール           | ボストン・レッドソックス       | 12.93    | 2017年 | ア・リーグ左投手記録 |
| 8    | マックス・シャーザー     | ワシントン・ナショナルズ       | 12.69    | 2019年 |                      |
| 9    | コービン・バーンズ       | ミルウォーキー・ブルワーズ     | 12.61    | 2021年 |                      |
| 10   | ケリー・ウッド           | シカゴ・カブス                 | 12.58    | 1998年 | 新人記録             |

- 規定投球回以上。記録は2024年終了時点[53]

#### 参考記録
| 順位 | 選手名                       | 奪三振率 |
| ---- | ---------------------------- | -------- |
| 1    | ブレイク・スネル             | 11.23    |
| 2    | クリス・セール               | 11.09    |
| 3    | ロビー・レイ                 | 11.07    |
| 4    | ジェイコブ・デグロム         | 10.97    |
| 5    | ダルビッシュ有               | 10.59    |
| 6    | スティーブン・ストラスバーグ | 10.55    |
| 7    | ゲリット・コール             | 10.37    |
| 8    | ケリー・ウッド               | 10.32    |
| 9    | カルロス・ロドン             | 9.99     |
| 10   | ニック・ピベッタ             | 9.96     |

- 記録は2024年シーズン終了時点[50]

## 比喩
「三振」という語は、三度目の有罪判決で罪状に関係なく最大の量刑が課せられるという三振法や、新司法試験の3回しかない受験機会の全てで不合格だった者を指す三振博士のように、野球を離れて比喩的に用いられることがある。
またウェイトリフティングやパワーリフティング、シングルベンチプレスの大会で第1試技から第3試技まですべて失敗することを三振という。